# 2013 في الصين
فيما يلي قوائم الأحداث التي وقعت خلال عام 2013 في الصين.

## أحداث
- 20 أبريل – زلزال سيتشوان 2013

## سياسة

### تعيين في المنصب
- 1 يناير – تسوي تيان كاي ambassador of the People's Republic of China to the United States ‏.
- 14 مارس – شي جين بينغ رئيس جمهورية الصين الشعبية، رئيس اللجنة العسكرية المركزية لجمهورية الصين الشعبية  [لغات أخرى]‏.
- 15 مارس – لي كه تشيانغ رئيس مجلس الدولة الصيني.
- 16 مارس – ليو يان دونغ نائب رئيس مجلس الدولة في جمهورية الصين الشعبية.
- 16 مارس – يانغ جيتشي عضو مجلس الدولة لجمهورية الصين الشعبية.
- 17 مارس – وانغ يي وزير خارجية جمهورية الصين الشعبية [الإنجليزية]‏.

### انتهاء فترة المنصب
- 1 مارس – جيا تشينغ لين Chairman of the Chinese People's Political Consultative Conference [الإنجليزية]‏.
- 14 مارس – شي جين بينغ نائب رئيس جمهورية الصين الشعبية.
- 14 مارس – هو جينتاو رئيس جمهورية الصين الشعبية.
- 14 مارس – وو بانغ قوه رئيس اللجنة الدائمة للمجلس الوطني لنواب الشعب [الإنجليزية]‏.
- 15 مارس – لي كه تشيانغ نائب رئيس مجلس الدولة في جمهورية الصين الشعبية.
- 15 مارس – ون جيا باو رئيس مجلس الدولة الصيني.
- 16 مارس – يانغ جيتشي وزير خارجية جمهورية الصين الشعبية [الإنجليزية]‏.

## أفلام
من الأفلام التي صدرت هذه السنة في الصين:
- 17 مايو – لمسة الخطيئة من إخراج جا جنكي.
- 17 يوليو – مستر جو من إخراج Kim Yong-hwa [الإنجليزية]‏.

## وفيات

### يناير
- 13 يناير – شيا شياو لين (مواليد 1916)

### يونيو
- 20 يونيو – تشنغ يي وو (مواليد 1916) عالم نبات صيني.
- 27 يونيو – ليو ون جين (مواليد 1937) موسيقي صيني.

### سبتمبر
- 7 سبتمبر – ألبرت ألن بارتليت (مواليد 1923)

### ديسمبر
- 24 ديسمبر – إيان بربور (مواليد 1923)